# Pichet Chuamuangphan
Pichet Chuamuangphan (thaï : พิเชษฐ์ เชื้อเมืองพาน), né le 20 janvier 1963 dans la province de Chiang Rai, est un homme politique thaïlandais.
Membre du Thai Rak Thai à partir de 2000, puis de ses de facto successeurs, le Palang Prachachon et le Pheu Thai en 2008, il est d'abord, en 2003, membre de la Chambre des représentants de liste, en remplacement de Chrettha Tanjaro, devenu ministre de la Science et de la Technologie au sein du premier gouvernement Thaksin Shinawatra. Il est ensuite élu sur la deuxième circonscription de Chiang Rai en 2007, puis la cinquième en 2011 et 2019, et enfin la septième en 2023.
Élu le 4 juillet 2023, puis investi le 5 juillet, il devient le second vice-président de la Chambre des représentants pour la 26e législature. Il démissionne en suite de ce poste en septembre 2024 pour briguer celui de premier vice-président, qu'il obtient.

## Résultats électoraux

### Élections législatives
| Année | Parti            | Parti | Circonscription  | Voix    | %     | Rang | Issue |
| ----- | ---------------- | ----- | ---------------- | ------- | ----- | ---- | ----- |
| 2007  |                  | PP    | 2e de Chiang Rai | 103 919 | 43,68 | 3e   | Élu   |
| 2011  |                  | PT    | 5e de Chiang Rai | 51 708  | 60,26 | 1er  | Élu   |
| 2019  | 40 972           | PT    | 5e de Chiang Rai | 41,63   | 1er   | Élu  |       |
| 2023  | 7e de Chiang Rai | PT    | 31 588           | 33,96   | 1er   | Élu  |       |